# Charlotte Wilhelmine Niels
Charlotte Wilhelmine Niels (* 19. Januar 1866 in Probsteierhagen; † 2. November 1943 in München) war eine deutsche Porträt- und Landschaftsmalerin.

## Leben

### Familie
Charlotte Wilhelmine Niels war die Tochter des Kaufmanns Heinrich Niels († 1896) und dessen Ehefrau Margarethe (geb. Wolf). Ab 1869 war die Familie in Hamburg ansässig.

## Werdegang
Charlotte Wilhelmine Niels erhielt eine Ausbildung an der Hamburger Mädchengewerbeschule. Sie war von 1882 bis 1886 als Entwurfszeichnerin in den Werkstätten für Lederschnitt von Georg Hulbe in Hamburg tätig. Von 1886 bis zum 23. Juli 1888 studierte sie an der Damenakademie des Münchner Künstlerinnenvereins bei Ludwig von Herterich. 
Nach ihrer Rückkehr nach Hamburg wurde sie dort zu einer der erfolgreichsten Porträtmalerinnen. Dort unterrichtete sie auch Privatschüler sowie als Lehrerin an der privaten Malschule von Valeska Röver sowie der Malschule von Agnes Steiner (1845–1925), an der auch Paul Düyffcke, Hermann de Bruycker und Oskar Schwindrazheim unterrichteten.
1894 begann sie mit Hilfe eines Stipendiums von privater Seite ein Studium an der École des Beau-Arts (heute: École nationale supérieure des beaux-arts de Paris) bei Paul Joseph Blanc, Georges Alexandre Chicotot (1865–1921), der sich auf die Darstellung medizinischer und anatomischer Bilder spezialisiert hatte, und Gustave Courtois. 1898 kehrte sie nach Hamburg zurück und war wieder als Porträtistin und Mallehrerin tätig. 
1920 gab sie wegen mangelnden Zuspruchs ihr Atelier im Johannisbollwerk 19 in Hamburg auf und siedelte nach München über. Dort konnte sie dank der Malerin Anna Hillermann (* um 1880) schnell Fuß fassen. Ihre erste Adresse war Theresienstraße 66 in München, daneben hatte sie ein kleines Atelier in der Schellingstraße 98. Später zog sie in die Böcklinstraße 25, anfangs nur als Atelier, später auch als Wohnung.
Nach der Machtergreifung durch die Nationalsozialisten musste sie sich aufgrund ihrer finanziellen Verhältnisse als Kleinrentner aufnehmen lassen und lebte seit 1934 in sehr bescheidenen Verhältnissen. Bei einem Bombenangriff am 9. März 1943 (siehe auch Luftangriffe auf München) wurden ihre Wohnung und ihr Atelier in München zerstört. Sie fand vorübergehend Unterkunft bei der Nachbarin Mauermayer in der Böcklinstraße 60 und porträtierte deren Tochter, die Leichtathletin Gisela Mauermayer. Im August 1943 erfolgte ihre Einweisung in ein Altersheim in der Baumstraße in München, wo sie bald darauf verstarb.

### Künstlerisches Schaffen und gesellschaftliches Wirken

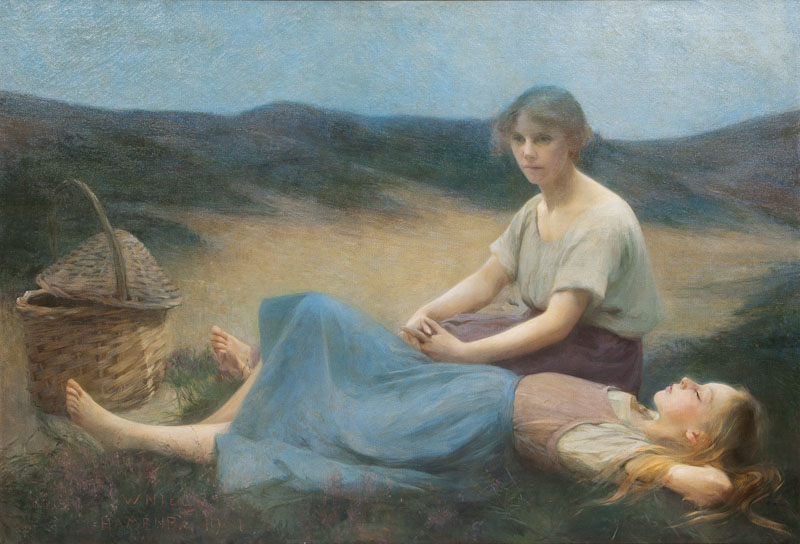
Mädchen in den Dünen, Olgemälde, 1901, Privatsammlung

Charlotte Wilhelmine Niels pflegte Kontakte zu dem Gründer des Hamburger Museums für Kunst und Gewerbe, Justus Brinckmann, den sie in Paris kennengelernt hatte, zu dem Kunsthistoriker Aby Warburg und dessen Ehefrau Mary und besonders zu Oskar Schwindrazheim, mit dem sie 1919 eine Wanderung nach Hetlingen in die Haseldorfer Marsch unternahm und bei dem sie 1920 vor ihrer Übersiedlung nach München einige Wochen in Altona wohnte.
Sie war mit Mathilde (1872–1940) und deren Bruder, dem Privatgelehrten Albert Wilhelm von Westendorf (1879–1939), befreundet, die sie im Hause von deren Vater Friedrich von Westenholz beim Malunterricht kennengelernt hatte. In diesem Haus lernte sie auch eine Nichte des Musikwissenschaftler und Händel-Forschers Friedrich Chrysander kennen, den sie um 1890 in Bergedorf porträtierte und für diesen auch Zeichenarbeiten für Händel-Aufführungen und in Mainz Programmdecken zu Deborah und Herakles ausführte. 
Viele ihrer Schülerinnen wurden im Laufe der Zeit auch ihre Freundinnen, so unter anderem Gertrud Schaumann, die 1907 den Historiker Eduard Heyck heiratete. 1908 erhielt sie den Auftrag für ein Gemälde mit dem Titel Heimkehrende Hafenarbeiter für das Hamburger Gewerkschaftshaus; das Bild wurde 1911 fertig. Sie hielt ihre Eindrücke, die sie auf ihren, von ihren Freunden finanziell unterstützten, Reisen gewonnen hatte, in vielen Landschaftsbildern und Bildern von Straßen und Menschenszenen fest.
Während der Ausstellungen 1916 und 1927 in Frankfurt am Main wohnte sie bei dem Bankier Georg L. Lewandowsky, seit 1920 Mitinhaber des Bankgeschäfts Lincoln, Manny, Oppenheimer. Während der Ausstellungen in Berlin konnte sie bei der Frau des Bildhauers Hermann Hosaeus wohnen. In den Jahren 1917 bis 1919 versuchte sie sich auch an Radierungen und schaffte hierzu eine Handpresse an, die sie später wieder verkaufte.
Während ihrer zweiten Griechenlandreise erhielt sie in Knossos von dem Archäologen Arthur Evans eine Führung. Von dieser Reise kehrte sie im April 1925 über Rom nach München zurück. Eine Reisebeschreibung veröffentlichte sie 1924 noch während der Reise. In München fand sie auch Unterstützung durch den Historiker Erich Marcks, den sie vermutlich bereits aus dessen Hamburger Zeit kannte. Bei ihren Reisen lernten sie einige deutsche Gelehrte kennen, so unter anderem den Altphilologen Erich Ziehbart, den Archäologen Wilhelm von Massow und den Numismatiker Kurt Regling, aber auch den amerikanischen Archäologen Richard Berry Seager (1882–1925) aus Boston, der auf der Insel Psira grub.
Zu ihrer Ausstellung im Leuchtenberg-Palais fand sie die Unterstützung des Direktors der Antikensammlung des Martin von Wagner Museums, Paul Wolters und des Geologen Max Semper aus Aachen.

## Reisen
- Sommer 1897 bis Herbst 1897: Bretagne.
- 1910: Italien.
- 1912/1913: Griechenland und Ägypten.
- 1914: Kairo in Ägypten, Rückkehr aufgrund des ausbrechenden Ersten Weltkriegs.
- 1923 bis 1925: Griechenland.
- Dezember 1925 bis Anfang Februar 1926: Rom.
- 1928: Ägypten, Palästina, Libanon, Syrien; während dieser Reise über Piräus nach Kairo, nahm sie ihren Hauptsitz in Jerusalem und besuchte Damaskus, Baalkbek, Tyros, Sidon, Akkon, Haifa, Nablus und den See Genezareth mit dem Mörissee.
- 1933: Jerusalem.

## Ausstellungen
- Mai 1908: Kunstverein Hamburg.
- September/Oktober 1916: Frankfurt am Main; dort standen ihr sieben Meter Wandfläche zur Verfügung.
- 1916: Berlin.
- 1917: Berlin.
- 1919: Kunst- und Kunstgewerbe-Haus Louis Bock & Sohn, Hamburg.
- 7. bis 21. Dezember 1923: Athen (17 Bilder)
- 1927: Frankfurt am Main.
- Januar 1928: Kunstverein München.
- 1928: Leuchtenbergpalais in München (31 Bilder).
- Mai 1929: Reiff-Museum in Aachen.
- 1934: München.

## Mitgliedschaften
- Ab 1918: Altonaer Künstlerverein.
- Reichsverband Bildender Künstler.
- Malerinnenverein Karlsruhe, der 1893 gegründet worden war[3].

## Werke (Auswahl)
- Carola, Franz und Livia Buchheister (1892), Museum für Hamburgische Geschichte.
- Auf dem Weg zur Arbeit (ursprünglich Heimkehrende Hafenarbeiter) (1911), Museum für Hamburgische Geschichte[4].
- Insel Melos (1912), Kunsthalle Hamburg.
- Griechische Jünglinge beim Kampfspiel (1916), Gelehrtenschule des Johanneums, Hamburg (inzwischen nicht mehr vorhanden)
- Verschiedene Werke befinden sich in Privatbesitz.

## Schriften (Auswahl)
- Studienfahrt. In: Hamburger Fremdenblatt vom 31. Juli 1924.